# D'Arcy Wentworth Thompson (1860-1948)
Pour son père, voir D'Arcy Wentworth Thompson (1829-1902).
D'Arcy Wentworth Thompson, souvent appelé D'Arcy Thompson, né le 2 mai 1860 à Édimbourg et mort le 21 juin 1948 à St Andrews (Écosse), est un biologiste et mathématicien écossais.
Il est l'auteur de On Growth and Form (1917, révisée en 1942) traduit en français sous le titre Forme et croissance, qui fit de lui le premier biomathématicien. Il a notamment montré qu'on pouvait passer d'une forme d'une espèce à la forme d'une espèce proche par certaines transformations géométriques.

## Biographie
Fils du professeur de grec du Queen's College de Galway, D'Arcy Wentworth Thompson (1829-1902) — dont le nom est sans doute un hommage au convict D'Arcy Wentworth (1762–1827), qui parvint à commuer sa peine en se portant infirmier volontaire pour l'expédition de Botany Bay en 1790 —, il accomplit ses études secondaires de 1870 à 1877 à Edinburgh Academy, et remporta le 1er prix de cette institution en 1877. En 1878, il s'inscrivit en médecine à l’Université d'Édimbourg. Deux ans plus tard, il acheva ses études au Trinity College de l’Université de Cambridge, où il reçut la licence ès Arts option Sciences Naturelles en 1883. Dès l'année suivante, il était nommé professeur de Biologie (puis d'Histoire naturelle) à l’University College (Dundee), poste qu'il conserva pendant 32 ans. L'une de ses premières tâches fut de créer un musée de zoologie pour l'enseignement et la recherche, collection naturaliste qui fut en son temps considérée comme la plus complète du Royaume-Uni, avec une spécialisation pour la zoologie arctique, qui s'explique par les liens du jeune professeur avec les chasseurs de baleine de Dundee. En 1896 et 1897, il se joignit aux aventureuses expéditions vers le détroit de Béring, en tant qu'expert du gouvernement Britannique dans l'enquête internationale sur la pêche au phoque. Il profita de ces voyages pour recueillir plusieurs spécimens pour son musée, dont un crabe araignée géant (qu'on peut encore voir aujourd'hui) et le squelette rarissime d'une vache de mer.

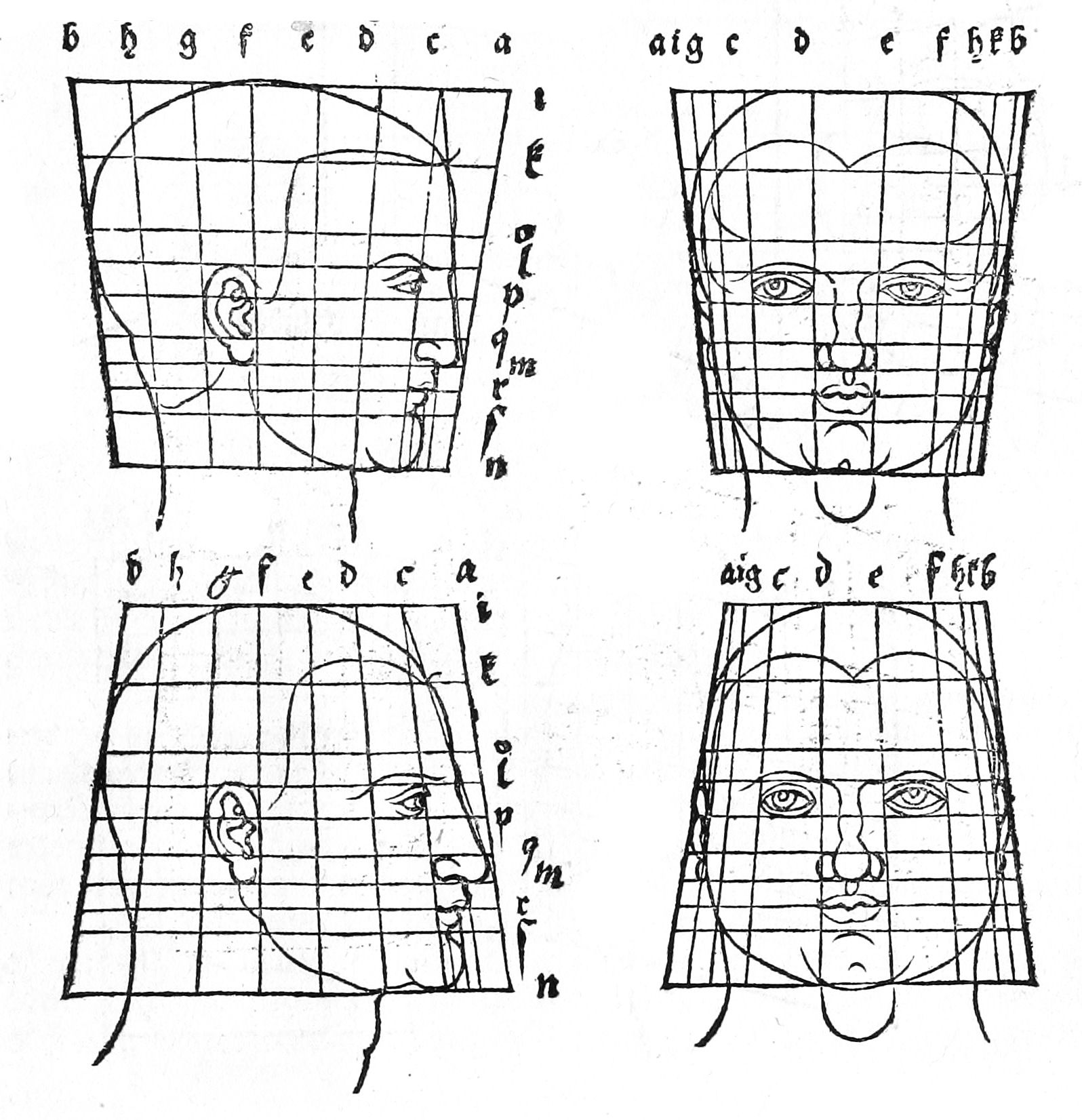
Thompson s'est inspiré des recherches d'Albrecht Dürer sur l'anamorphose.

En 1917, Thompson fut nommé à la Chaire d'Histoire naturelle de l’Université de St Andrews, où il passa les 30 dernières années de sa vie. Pour cette ville universitaire d’Écosse, D'Arcy-Thompson était un personnage, que l'on voyait arpenter les rues en chaussures de sport, un perroquet sur l'épaule, et qui contribuait volontiers au magazine Country Life de St Andrews (no d'octobre 1923). Élu Fellow de la Royal Society en 1916, il fut anobli en 1937 et récompensé de la médaille Darwin en 1946. L'édition révisée de son essai On Growth and Form, lui valut la médaille Daniel-Giraud-Elliot de l’Académie nationale des sciences (États-Unis) en 1942.

## Œuvres

### On Growth and Form
La thèse centrale de On Growth and Form est que les biologistes du début du XXe siècle ont surestimé le rôle de l’Évolution (en insistant sur la sélection naturelle) et ont sous-estimé le rôle de la physique et de la mécanique dans la constitution des formes et des structures des organismes vivants.
Dans ce livre, D'Arcy Thompson indique un certain nombre d'exemples de corrélation entre des formes biologiques et des phénomènes mécaniques. Il montre une similarité entre les formes de méduses et les formes de gouttes de liquide tombant dans un fluide visqueux, et entre les structures internes des os creux d'oiseaux et les lignes d'égale tension dans les poutres. Il retrouve dans la phyllotaxie (les relations numériques entre des structures en spirale dans les plantes) une séquence particulière, la suite de Fibonacci.

« D’Arcy Thomson s’efforça de réduire les expressions les plus diverses à des modèles génériques communs. Il croyait que les modèles de base eux-mêmes possédaient une sorte d’immuabilité platonique en tant que conceptions idéales, et que les formes des organismes pouvaient ne comporter qu’un ensemble de variations imprimées par ces modèles. Il élabora une théorie « coordonnées transformées » pour décrire ces variations comme l’expression d’un modèle unique qui subissait des étirements et des déformations divers »

— Stephen Jay Gould, Quand les poules auront des dents (1983).
Absolument sui generis, ce livre ne cadre presque jamais avec le courant dominant de la pensée biologique. Il ne présente aucune réelle découverte centrale, et dans la plupart des cas n'essaie même pas d'établir une relation causale entre les formes ayant une origine physique et les formes analogues observées en biologie. Ce travail se situe dans une tradition descriptive. Thompson n'a pas articulé ses intuitions sous la forme d'hypothèses expérimentales pouvant être mises à l'épreuve. Il en était conscient, affirmant : « Mon livre a à peine besoin de préface, pour la raison qu'il est tout entier une préface du début à la fin. »

« Penseur subtil, D’Arcy Thomson comprit que le fait d’insister sur la diversité ou sur l’unité n’engendre pas des théories biologiques différentes, mais des styles esthétiques qui influencent profondément la pratique de la science »

— Stephen Jay Gould, Quand les poules auront des dents.
Long, bien écrit et enrichi de nombreuses illustrations, On Growth and Form devait enthousiasmer et influencer des générations de biologistes, architectes, artistes et mathématiciens. Claude Lévi-Strauss affirma que la notion de transformation, qu'il utilisait dans ses travaux d'anthropologie structurale, ne venait pas tant de la linguistique ou de la logique que de la biologie de D'Arcy Thompson.

### Autres écrits
- A bibliography of Protozoa, sponges, Coelenterata, and worms, including also the Polyzoa, Brachiopoda, and Tunicata, for the years 1861-1883., Cambridge University Press, 1885 (lire en ligne)
- Un glossaire d'oiseaux grecs [« A glossary of Greek birds »], Oxford, Clarendon Press, 1895 (lire en ligne)
- Report by Professor D'Arcy Thompson on his mission to the Behring Sea in 1896., Her Majesty's Stationery Office, 1897 (lire en ligne)
- Histoire des animaux d'Aristote [« The History of Animals (translation) »], 1910 (lire en ligne).
- On Aristotle as a biologist with a prooemion on Herbert Spencer., Oxford University Press. Being the Herbert Spencer lecture delivered before the University of Oxford, 1913 (lire en ligne).
- Science and the Classics, Oxford University Press, 1940, 264 p. (lire en ligne)
- Glossary of Greek Fishes., 1947.